# Fällanden
Fällanden (zürichdeutsch Fälande) ist eine politische Gemeinde im Bezirk Uster des Kantons Zürich in der Schweiz. Die Gemeinde umfasst das Dorf Fällanden sowie die ehemaligen Hofsiedlungen Benglen, Pfaffhausen und Neuhausen.

Historisches Luftbild aus von Walter Mittelholzer von 1923

## Geographie
Die Agglomerationsgemeinde liegt zwischen dem nordöstlichen Abhang der Pfannenstielkette und dem nordwestlichen Ufer des Greifensees am Rand des Zürcher Oberlands.
Das Ortszentrum Fällandens befindet sich am Hügelfuss (453 m), wo sich die Verkehrswege Dübendorf–Maur und Schwerzenbach–Zürich kreuzen. Von dort hat sich der Ort ins flache Glatttal, aber auch hangaufwärts ausgedehnt.
Benglen (zürichdeutsch Bängle) und Pfaffhausen (Pfaffhuuse), heute grössere Dörfer, liegen auf Geländeterrassen der Pfannenstielkette rund 150 Meter über dem Dorf.
Das Jörentobel (auch Fällandertobel) mit einem grossen erratischen Blockschwarm aus Gestein aus den Glarner Alpen gehört zum Bundesinventar der Landschaften und Naturdenkmäler von nationaler Bedeutung als Zeuge der letzten Kaltzeit.

## Geschichte
Archäologische Ausgrabungen belegen mesolithische Wohnplätze sowie neolithische und bronzezeitliche Siedlungsplätze im Gebiet des Greifensees bis unter das heutige Dorf.
Sondierungen anlässlich einer Rettungsgrabung 1999 im Rüeblig schafften drei Gräber von etwa 700 n. Chr. zutage, Körperbestattungen in Rückenlage. Dabei ist eines ein Steinplattengrab aus Glarner Verrucano ohne Grabbeigaben neben zwei Sargbestattungen. In einem Frauengrab fand man Ohrschmuck und eine Gürtelschnalle, bei einem Mann Sax und Gürtelgarnitur.
Fällanden wird um 820 erstmals als Fenichlanda erwähnt. Im 9./10. Jahrhundert besass das Fraumünster grössere Besitzungen, während dem Grossmünster grosse Teile des Zehnten zukamen. Der Besitz des Fraumünsters wurde spätestens seit 1250 von einem örtlichen Kehlhof aus durch die Mülner als Lehen verwaltet. Die Vogteirechte lagen bis 1300 bei den Grafen von Rapperswil und gelangten mit der Herrschaft Greifensee 1402 an Zürich.

## Wappen
Blasonierung
In Gold ein steigender roter Löwe, geschwänzt mit einem grünen Pfauenstoss.
Die Gemeinde führt das Wappen der Zürcher Bürgerfamilie Aeppli. Das mit dem Löwen geschmückte Siegel des Heinrich Aeppli, der 1421 Vogt zu Greifensee war und 1424 den Burgstall und die Gerichte zu Maur erwarb, findet sich an Urkunden von 1422 und 1439. Als Wappen der Aeppli von Fällanden erscheint der rote Löwe mit Pfauenwedel, der auf Beziehungen zu Österreich hinweisen mag, im Wappenbuch des Gerold Edlibach (1493), bei einem Anonymus von 1531, in der Chronik des Johannes Stumpf (1547/48) und im Geschlechterbuch von Johann Friedrich Meiss (1740). Als einer der ersten verwendete Hans Konrad Gyger in seiner Zürcher Karte von 1667 das Aeppli-Wappen als heraldisches Zeichen der Ortschaft Fällanden. Im 19. Jahrhundert wurde der nach rechts gewendete Löwe ins Siegel der Gemeinderatskanzlei gesetzt, und seit 1884 schmückt es eine Scheibe der Kirche. Am 18. Dezember 1926 anerkannte der Gemeinderat das Aeppli-Wappen als offizielles Gemeindewappen von Fällanden.

## Bevölkerung
| Bevölkerungsentwicklung | Bevölkerungsentwicklung |
| Jahr                    | Einwohner               |
| ----------------------- | ----------------------- |
| 1634                    | 284                     |
| 1799                    | 632                     |
| 1850                    | 848                     |
| 1900                    | 696                     |
| 1950                    | 866                     |
| 1962                    | 1580                    |
| 1970                    | 4260                    |
| 1980                    | 6155                    |
| 1990                    | 6453                    |
| 2000                    | 6423                    |
| 2010                    | 7971                    |
| 2020                    | 8918                    |
| 2021                    | 9330                    |
| 2022                    | 9447                    |
| 2023                    | 9553                    |
| 2024                    | 9608                    |

Wohnten Ende 2003 noch 6707 Personen in der Gemeinde, waren es am 31. Dezember 2004 bereits 6928 Einwohner (3525 Frauen und 3403 Männer). Die Bevölkerung hat innert Jahresfrist um 3,3 % zugenommen. Insgesamt waren Ende des Jahres 2004 5723 Schweizerinnen und Schweizer (82,8 %) und 1196 Ausländerinnen und Ausländer (17,2 %) in der Gemeinde gemeldet.
Im Dorfteil Fällanden wohnten Ende 2004 3156, in Benglen 1946 und in Pfaffhausen 1826 Personen. Per Ende 2021 stiegen die Zahlen in den drei Ortsteilen auf 5055 Einwohner in Fällanden, 2065 in Benglen und 2210 in Pfaffhausen.
Im Dorfteil Fällanden wohnten Ende 2024 5260, in Benglen 2087 und in Pfaffhausen 2261 Personen.

## Politik
| Mitglieder des Fällander Gemeinderats (Amtsperiode 2022–2026) | Mitglieder des Fällander Gemeinderats (Amtsperiode 2022–2026) | Mitglieder des Fällander Gemeinderats (Amtsperiode 2022–2026) | Mitglieder des Fällander Gemeinderats (Amtsperiode 2022–2026) |
| Name                                                          | Amtsantritt                                                   | Funktion                                                      | Partei                                                        |
| ------------------------------------------------------------- | ------------------------------------------------------------- | ------------------------------------------------------------- | ------------------------------------------------------------- |
| Tobias Diener                                                 | 2010 / 2018                                                   | Gemeindepräsident, Vorsteher Präsidiales                      | FDP                                                           |
| Ruedi Maurer                                                  | 2015                                                          | Vorsteher Ressort Bevölkerung und Sicherheit, Vize-Präsident  | parteilos                                                     |
| Maia Ernst                                                    | 2010                                                          | Vorsteherin Ressort Gesellschaft                              | glp                                                           |
| Heinz Rüegsegger                                              | 2022                                                          | Vorsteher Ressort Finanzen                                    | Mitte                                                         |
| Rita Niederöst                                                | 2019                                                          | Vorsteherin Ressort Liegenschaften                            | SP                                                            |
| Christian Rossmann                                            | 2019                                                          | Vorsteher Ressort Hochbau                                     | FDP                                                           |
| Thomas Bürki                                                  | 2014                                                          | Vorsteher Ressort Tiefbau und Werke                           | parteilos                                                     |
| Ulrich Hohl                                                   | 2022                                                          | Vorsteher Ressort Schule und Bildung                          | FDP                                                           |

Bei den Nationalratswahlen 2023 betrugen die Wähleranteile in Fällanden: SVP 30,15 % (+2,62), SP 17,49 % (+2,90), FDP 16,23 % (−1,55), glp 12,64 % (−2,27), Mitte 9,38 % (+1,84), Grüne 7,58 % (−5,29), EVP 1,87 % (+0,19), EDU 0,74 (−0,45).

## Wirtschaft
Wichtige Erwerbszweige sind die Landwirtschaft, das Gast- und das Kleingewerbe.
An der Dübendorfstrasse unterhalten die Axpo AG und das Elektrizitätswerk der Stadt Zürich ein Unterwerk für Elektrizität. Dort endet unter anderem die 380-kV-Leitung Sils-Fällanden, die auch den Weiler Benglen passiert.

## Infrastruktur

### Verkehr

#### Öffentlich
Die Gemeinde Fällanden liegt im Zürcher Verkehrsverbund (ZVV). Mehrere Buslinien, welche von den Verkehrsbetriebe Zürich (VBZ) betrieben werden, bedienen alle Ortsteile der Gemeinde und Anschluss an die S-Bahn in Schwerzenbach, Stettbach und Scheuren sowie das Netz der VBZ in Zürich.
703 Zürich, Klusplatz – Pfaffhausen, Müseren – Benglen, Bodenacher
704 Zürich, Klusplatz – Pfaffhausen – Benglen – Fällanden – Schwerzenbach ZH, Bahnhof – Volketswil, Hofwisen
705 Benglen, Bodenacher – Fällanden – Schwerzenbach ZH, Bahnhof
743 Zürich, Bahnhof Stettbach – Dübendorf – Fällanden – Maur, See
744 Zürich, Bahnhof Stettbach – Dübendorf – Fällanden – Benglen – Ebmatingen – Aesch b. Maur – Scheuren, Station (nur zu Hauptverkehrszeiten)
745 Zürich, Bahnhof Stettbach – Dübendorf – Fällanden, Wigarten (nur zu Hauptverkehrszeiten)

#### Individualverkehr, Strassen
Fällanden liegt an der linksufrigen Greifenseestrasse Mönchaltorf–Maur–Dübendorf, die sich in Fällanden gegen Nordosten nach Schwerzenbach–Volketswil (Oberlandautobahn A15) verzweigt und gegen Westen nach Pfaffhausen, Benglen und Binz. Von der Maurerstrasse in Seenähe besteht eine direkte Verbindung nach Ebmatingen–Zumikon (Forchautostrasse).

### Entsorgung
Fällandens Abwasser wird im Zweckverband mit den Gemeinden Volketswil, Schwerzenbach und Maur und Teilen der Städte Dübendorf und Illnau-Effretikon in der ARA Bachwies in Fällanden, bei der Mündung des Dorfbaches in die Glatt, gereinigt.

## Bauwerke
- St. Katharina von Siena (Fällanden) (1992)

## Sehenswürdigkeiten
- Im Gebiet «Stocklen» wurde im August 2019 mit der Renaturierung hin zu einem Feuchtgebiet begonnen.[11]

## Persönlichkeiten
- Johann Rudolf Wolf (1816–1893), Astronom
- Albert Meyer (1870–1953), Bundesrat
- Heidi Bruggmann (1936–2017),  Akkordeonistin und Komponistin, lebte in Benglen
- Alex Eugster (* 1937), Sänger, Unternehmer und Musikproduzent
- Kurt Baebi (* 1943), Musiker und Komponist
- Brigitte Woggon (1943–2019), deutsche Psychiaterin und Fachpublizistin, lebte in Benglen
- Andrea Winkler (* 1975), Künstlerin
- Marc Sway (* 1979), Musiker